# 味鋺神社
味鋺神社（あじまじんじゃ）は、愛知県名古屋市北区楠味鋺にある神社。

## 歴史
創建年代は不明。祭神の宇麻志麻治命は物部氏の祖神とされ、延喜式神名帳にある尾張国春日郡味鋺神社であるとしている。江戸時代には六所明神とも呼ばれた。寛治7年（1093年）に競馬の神事が催されたと伝わり、かつては例祭で流鏑馬神事が行われていたが戦後になって絶えた。なお、流鏑馬は1955年（昭和30年）の名古屋市合併を記念して催され、1998年（平成10年）にも流鏑馬装束の再現が行われている。
また、隣接する護国院は天平年間（729年～748年）に行基によって薬師寺として建立されたとされるが、味鋺神社は同寺の鎮守であったと伝わる。
周辺はその昔には百塚と呼ばれており、味鋺古墳群と呼ばれる約50基以上の古墳があったが開発によって滅失した。なお、かつて加藤清正によって稲置街道にかけられた清正橋と呼ばれる石橋が1978年（昭和53年）に神社の境内に移設されているが、古墳の石室材を転用した可能性も言われている。

## 祭神
主祭神
- 宇麻志麻治命
- 味饒田命

並祭
- 日本武命
- 天照大神
- 別雷神
- 天児屋根命
- 品陀別命
- 武甕槌命

## 境内
- 社殿
- 拝殿
- 手水舎
- 味鋺の流鏑馬像
- 蕃塀
- 清正橋

## ギャラリー

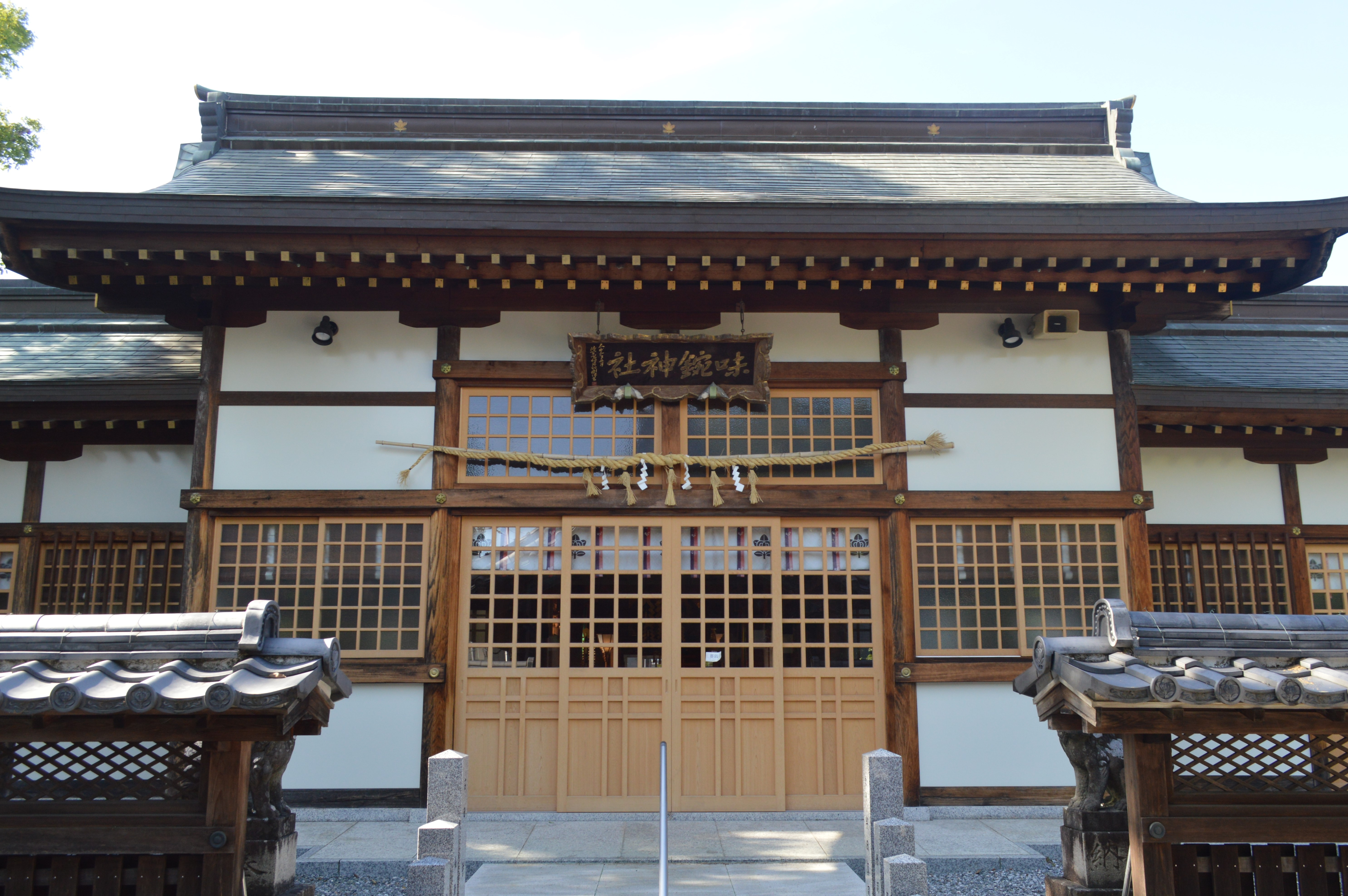
社殿
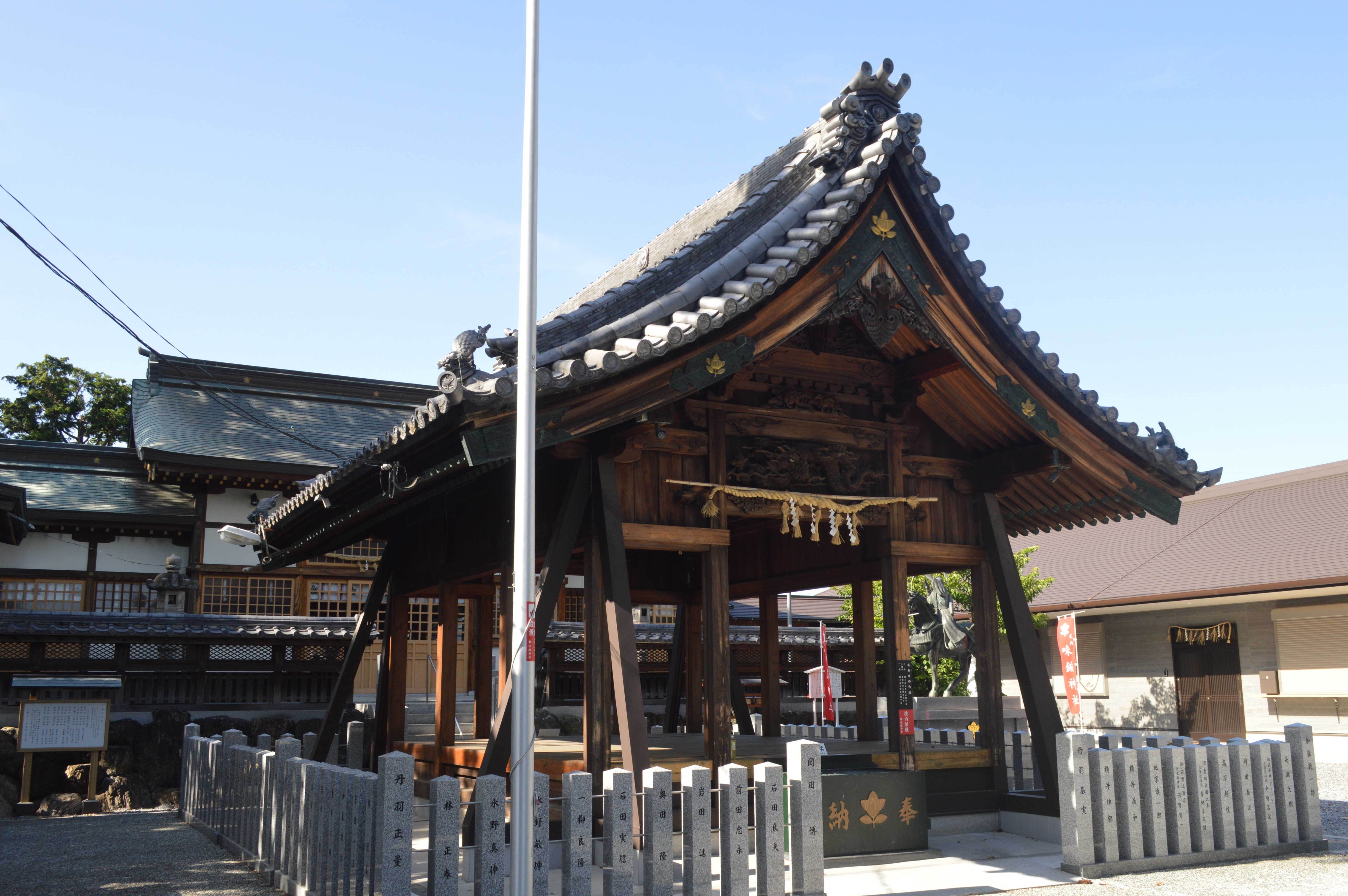
拝殿
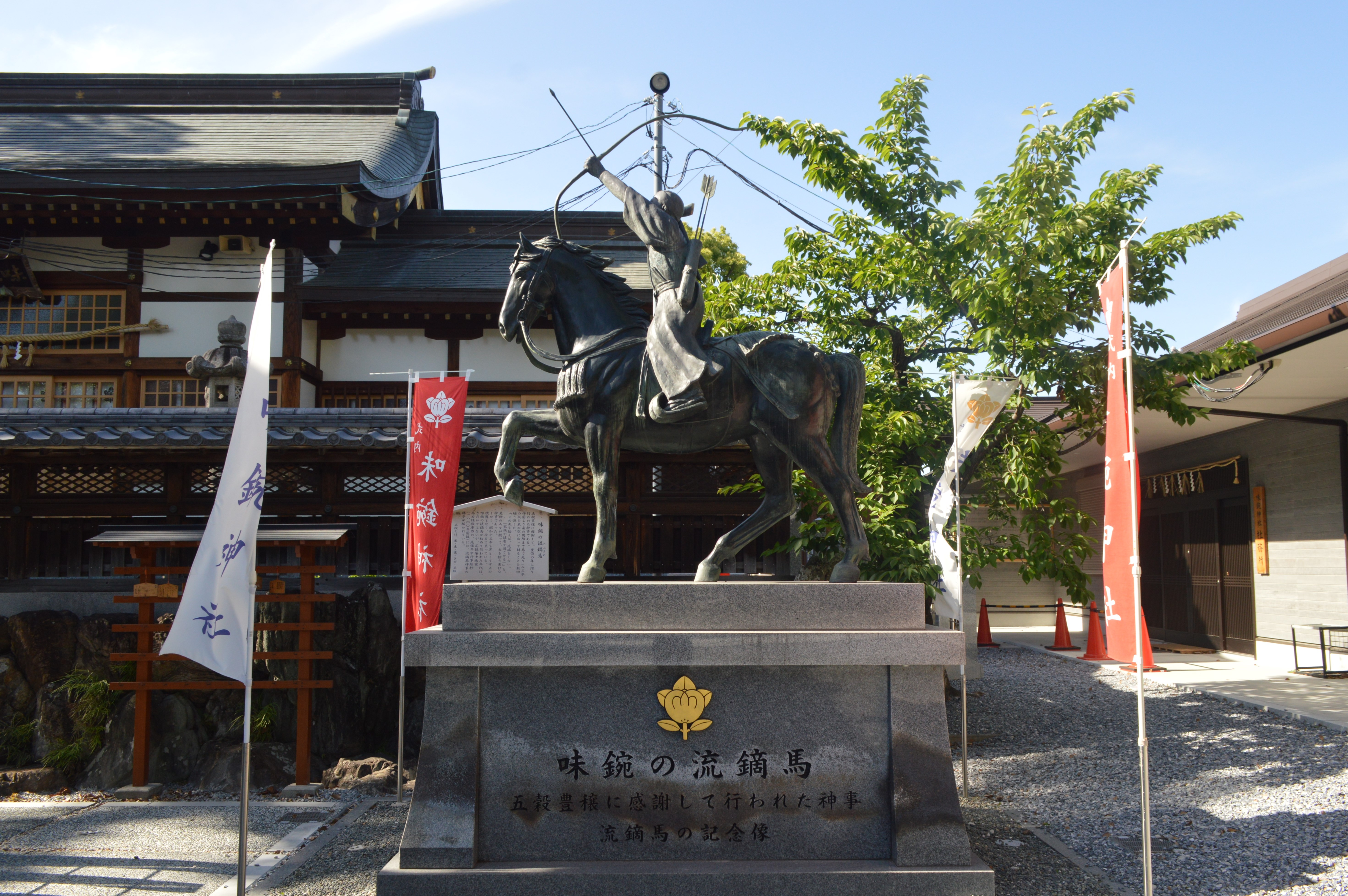
味鋺の流鏑馬
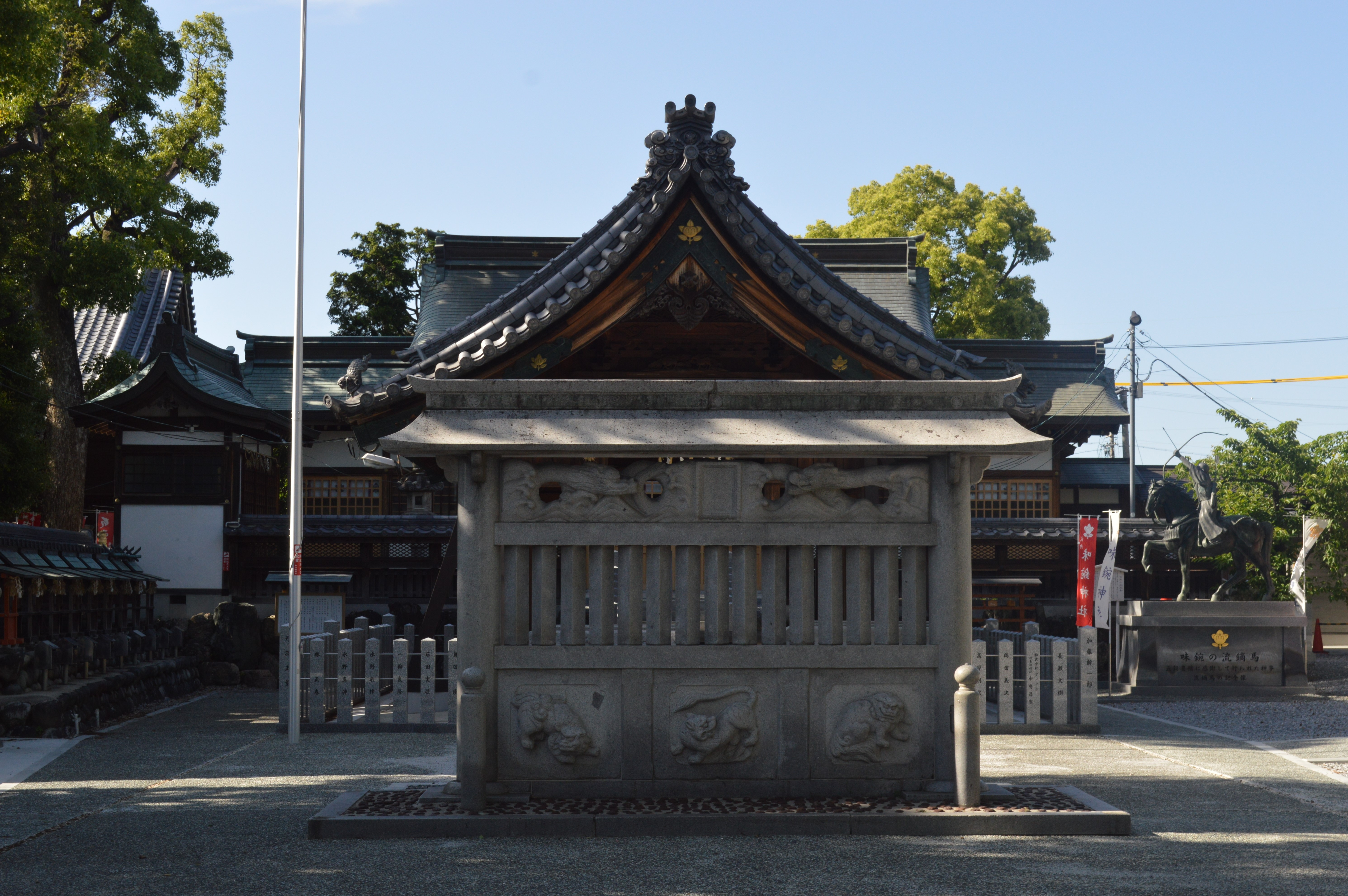
蕃塀
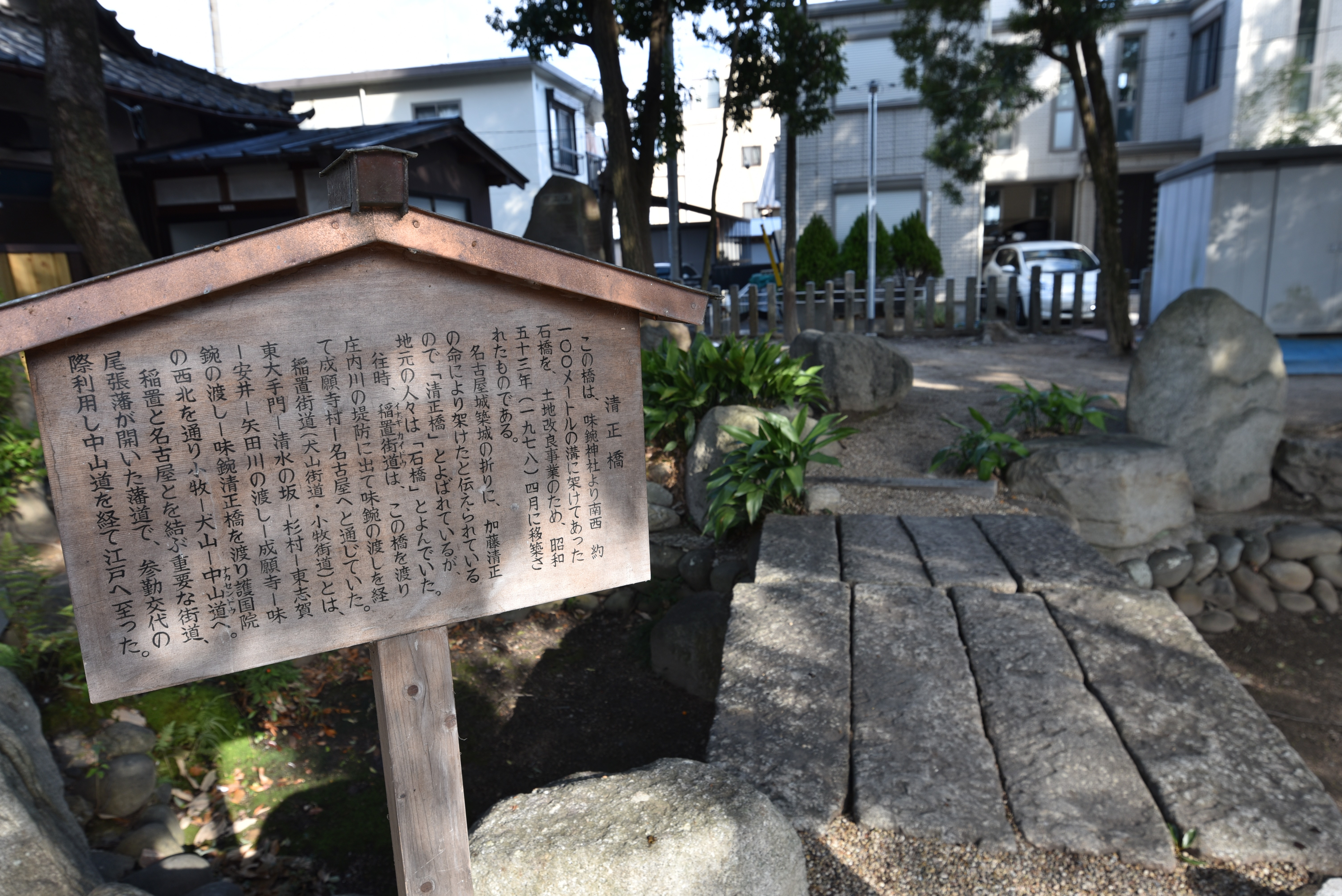
清正橋
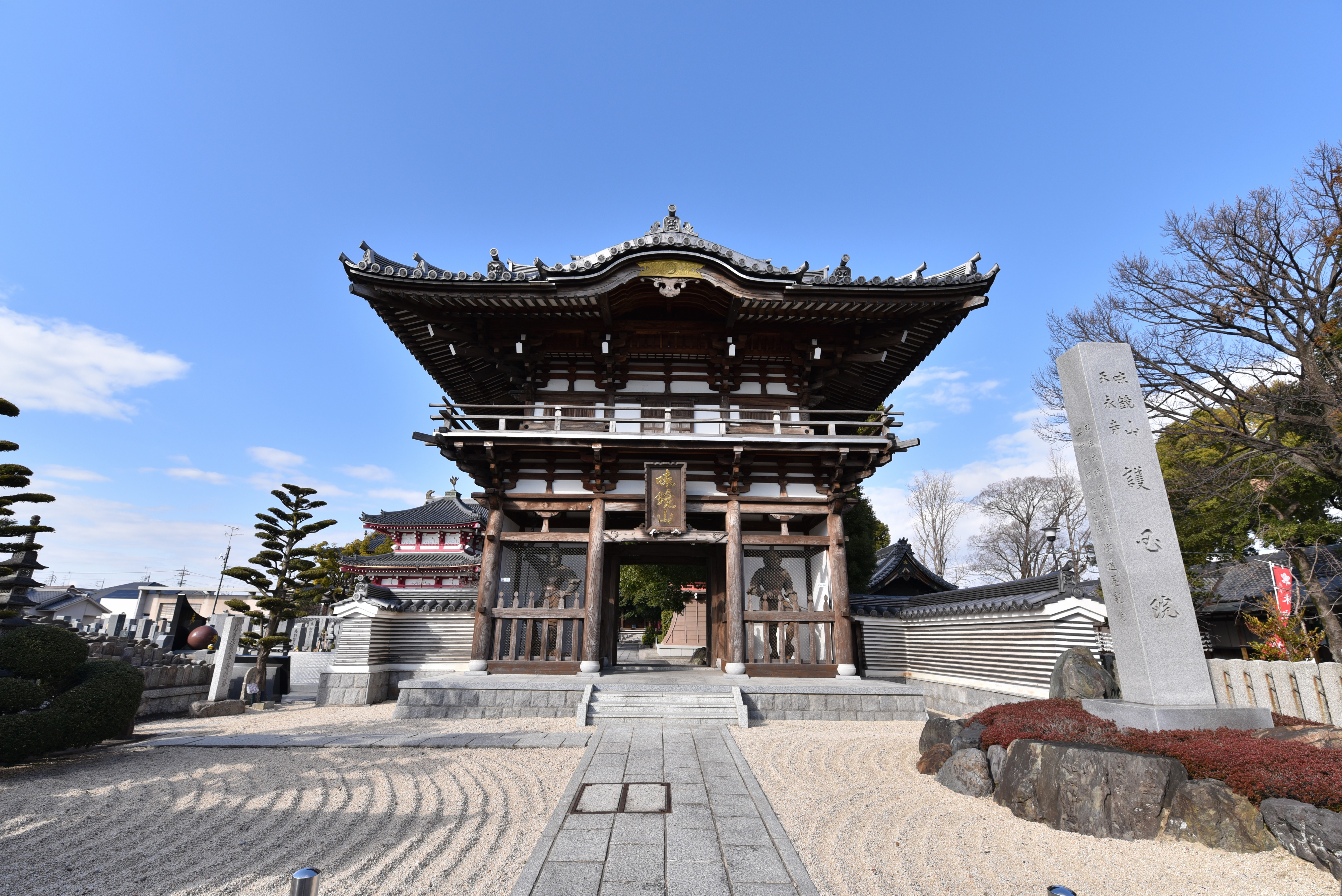
隣接する護国院

## アクセス
- 名鉄小牧線 - 味鋺駅から南西へ約700m。
- JR東海交通事業城北線 - 味美駅から南へ約1.3km。